# Punk rock
Punk rock je rockový žánr, který se vyvinul v letech 1974 až 1976 ve Spojených státech, Spojeném království a Austrálii. Vycházejíce z garage rocku, rock 'n' rollu a jiných forem toho, co je dnes známo jako protopunk, se punkrockové kapely snažily vyvarovat přemíry, kterou viděly v mainstreamovém rocku 70. let. Vytvořily rychlou, tvrdou hudbu, charakteristickou krátkými písněmi, jednodušším využitím nástrojů, a často politickými texty zaměřenými proti uspořádání společnosti. Punk rock si osvojil filosofii DIY; mnoho kapel produkovalo své nahrávky samo a distribuovalo je neformálními cestami.

## Historie
Koncem roku 1976 došly kapely jako Ramones v New Yorku nebo Sex Pistols a The Clash v Londýně uznání jako předvoj nového hudebního směru. Následujícího roku se punk rock rozšířil po celém světě a ve Spojeném království se stal předním kulturním fenoménem. Punk z velké části zapustil kořeny v místních scénách, které měly tendenci odmítat začlenění do hlavního proudu. Vznikla související punková subkultura, vyjadřující mladistvou rebelii a příznačná osobitým stylem oblékání a úpravy vzhledu a řadou různých protiautoritních ideologií. Podle Grega Graffina, zpěváka punkové kapely Bad Religion a vysokoškolského profesora, se punk vyvinul v Anglii, v New Yorku a v Kalifornii, přičemž v každém z těchto center vedly ke vzniku punku jiné motivy. Zatímco v Kalifornii byl vznik punkového hnutí reakcí na maloměštácký konzervatismus, konformismus a teleevangelismus nabízející alternativu proti skupinovému myšlení a politickému mainstreamu, Newyorský punk byl spíše rebelií avantgardních umělců proti převažujícím standardům a v Anglii šlo hlavně o hlas nespokojené dělnické třídy.
Do začátku 80. let začaly převládat rychlejší a agresivnější styly jako Oi! a hardcore. Interpreti inspirující se a ztotožňující se s punkem dále provedli široké spektrum dalších obměn, které vedly ke vzniku post-punku a alternativního rocku. V devadesátých letech se stal grunge (kombinující punk s metalem) a pop punk s důrazem na chytlavé melodie součástí hlavního proudu, neboť mu skupiny jako Nirvana, Pearl Jam, Rancid, Green Day a The Offspring přinesly značnou popularitu.

## Punk rock v Česku
V České republice patří mezi nejznámější kapely Tři sestry, Visací zámek, S.P.S., Plexis, N.V.Ú., E!E, Punk Floid, Totální nasazení, The Fialky, Houba, Zakázaný ovoce nebo Šanov 1. Český punk rock je ovlivněn tím, že mnoho kapel bylo založeno v dobách komunismu. To sice kapelám vystavovalo neustálá omezení, ale také inspiraci k textům.
Zpěvák a textař kapely Visací Zámek Jan Haubert se prosadil i jako literát v oblasti prózy i poezie. Několik kapel též zhudebňovalo básně Františka Gellnera, básníka ovlivněného anarchismem.

## Punk hudební vydavatelství
- Stiff Records
- Epitaph Records
- Roadrunner Records
- SST Records